# Dangun
Dangun (단군; 檀君) o Dangun Wanggeom (단군왕검; 檀君王儉) va ser el fundador llegendari de Gojoseon, el primer regne coreà, al voltant de l'actual Liaoning, Manxúria, i la part del nord de la Península coreana. Es diu que va ser el "nét de cel" i "fill d'un os", i que va fundar el regne el 2333 aC. La primera instància coneguda de Dangun apareix en el Samguk Yusa, del segle xiii, el qual cita el Llibre de Wei xinès i el registre històric coreà perdut Gogi (고기, 古記).

## Mite
La llegenda de l'ascendència de Dangun comença amb el seu avi, Hwanin (환인/桓因), el "Senyor del Cel". Hwanin tingué un fill, Hwanung (환웅/桓雄), que desitjava viure a la Terra entre les valls i les muntanyes. Hwanin va permetre que Hwanung i 3.000 seguidors descendissin al Mont Paektu, on Hwanung va fundar els Sinsi (신시/神市, "La Ciutat de Déu"). Juntament amb els seus ministres dels núvols, pluja i vent, va dictar lleis i codis morals, a més d'ensenyar als humans diverses arts, la medicina i l'agricultura. La llegenda atribueix el desenvolupament de l'acupuntura i la moxa a Dangun.
Un tigre i un os van pregar a Hwanung per tal que esdevinguessin humans. En sentir les seves pregàries, Hwanung els va donar 20 dents d'all i un paquet d'abròtan, i els va ordenar que només mengessin aquest menjar sagrat i no estiguessin exposats a la llum del Sol durant 100 dies. El tigre va rendir-se al cap de vint dies i se n'anà de la cova. Tanmateix, l'os va perseverar i es va transformar en una dona. Es diu que l'os i el tigre representen dues tribes que van buscar el favor del príncep celestial.
La dona-ós (Ungnyeo; 웅녀/熊女) va ser agraïda i va fer ofrenes a Hwanung. Tanmateix, no tenia espòs, i aviat es va posar trista. Va pregar sota un "bedoll diví" (en hangul:신단수, en hanja:神檀樹, RR: shindansu) perquè fos beneïda amb un nen. Hwanung, commogut per les seves pregàries, va casar-s'hi, i va acabar tenint un fill anomenat Dangun Wanggeom.
Dangun va ascendir al tron, anomenat Danguio, va construir la ciutat emmurallada d'Asadal, situada prop de Pyongyang (la localització és objecte de disputa) i va anomenar el regne Joseon—avui en dia, conegut com a Gojoseon "Vell/Antic Joseon" per tal que no es confongui amb el Joseon que es va establir més tard. Posteriorment, va moure la seva capital a Asadal al Mont Paegak o Gunghol. Va viure uns 1908 anys.